# Wouldn't It Be Nice
"Wouldn't It Be Nice" is een nummer van de Amerikaanse band The Beach Boys. Het nummer verscheen op hun album Pet Sounds uit 1966. Op 18 juli van dat jaar werd het nummer uitgebracht als de derde en laatste single van het album.

## Achtergrond
"Wouldn't It Be Nice" is geschreven door Brian Wilson, Tony Asher en Mike Love en geproduceerd door Wilson. Op het nummer zijn diverse leden van de sessiegroep The Wrecking Crew te horen. Asher vertelde in een interview dat Wilson het idee kreeg voor het nummer: "De onschuldigheid van de situatie - je bent te jong om te trouwen - leek hem erg aan te spreken." Wilson schreef de muziek, terwijl Asher binnen twee dagen bijna alle teksten schreef. De bijdrage van Love bestond uit het laatste couplet "Good night, oh baby, sleep tight, oh baby".
Love beweert echter dat hij na de fade-out nog meer tekst had toegevoegd, terwijl Asher beweert dat dit niet mogelijk is, aangezien Love tijdens de schrijfsessies voor Pet Sounds in Japan met de groep op tournee was. Volgens zijn advocaat is het echter mogelijk dat hij met Wilson telefoongesprekken had gevoerd en zo bij het schrijven had kunnen helpen, een argument waarvan Asher geloofde dat het "zo absurd" was en verwierp. Pas in 1994 werd de naam van Love, na een rechtszaak, toegevoegd als mede-auteur van 35 Beach Boys-nummers, waaronder "Wouldn't It Be Nice".

## Compositie
Waar oudere Beach Boys-nummers vooral gaan over tienerliefde en jong zijn, wordt op "Wouldn't It Be Nice" vooruitgekeken naar de toekomst, wat in de eerste regel al te horen is: "Wouldn't it be nice if we were older?" (Zou het niet fijn zijn als we ouder waren?) In de documentaire Endless Harmony over de groep vertelde Wilson dat het nummer gaat over "waar kinderen over de hele wereld doorheen gaan... zou het niet fijn zijn als we ouder waren, of weg konden lopen om te trouwen".
In een ander interview vertelt Wilson over "Wouldn't It Be Nice": "[Het] was geen lang nummer, maar het is erg vrolijk. Het gaat over de frustraties van de jeugd, wat je niet kunt hebben, wat je echt wilt, en je moet er op wachten. Het gaat over de vrijheid om met iemand samen te leven. Het idee is, hoe meer we erover praten, hoe meer we het willen, maar laten we er toch over praten. Laten we praten, over wat we kunnen hebben als we het echt zouden doen." Asher voegde hieraan toe dat Wilson "constant op zoek was naar onderwerpen waar kinderen zich in kunnen vinden. Ook al was hij bezig met de meest gevorderde arrangementen, was hij zich nog steeds erg bewust van de commerciële kant. Dit moet absoluut herkenbaar zijn."

## Uitgave
"Wouldn't It Be Nice" werd in Noord-Amerika en Oceanië uitgegeven met "God Only Knows" op de B-kant. In Europa werden de nummers omgedraaid en werd "God Only Knows" een hit. In de Verenigde Staten kwam "Wouldn't It Be Nice" tot de achtste plaats in de Billboard Hot 100, terwijl in Canada de vierde plaats werd behaald. In Nieuw-Zeeland en Australië kwam het respectievelijk op de plaatsen 12 en 20 in de hitlijsten. In juli 1975 werd het nummer opnieuw uitgebracht als single ter promotie van het compilatiealbum Good Vibrations – Best of The Beach Boys. In de Verenigde Staten kwam het ditmaal niet verder dan plaats 103 in de Bubbling Under Hot 100-lijst.

## Covers
"Wouldn't It Be Nice" is door een aantal artiesten gecoverd. ABBA-zangeres Anni-Frid Lyngstad zette het in 1975 onder haar artiestennaam Frida op haar tweede solo-album Frida ensam onder de titel "Skulle de' va' skönt" met een Zweedse tekst, geschreven door Marie Bergman. Brian Wilson voerde het nummer op 29 maart 2001 uit met Elton John tijdens het concert "An All-Star Tribute to Brian Wilson". Ook Mike Post, Papa Doo Run Run, Jeffrey Osborne en Alex Chilton hebben het nummer opgenomen. Daarnaast namen Darlene Love en Saint Etienne covers op voor verschillende tributealbums ter ere van het werk van Wilson en The Beach Boys.

## NPO Radio 2 Top 2000
| Nummer met noteringen in de NPO Radio 2 Top 2000 | '00  | '01  | '02  | '03  | '04  | '05  | '06  | '07  | '08  | '09  | '10  | '11  | '12  | '13  | '14  | '15  | '16  | '17  | '18  | '19  |
| ------------------------------------------------ | ---- | ---- | ---- | ---- | ---- | ---- | ---- | ---- | ---- | ---- | ---- | ---- | ---- | ---- | ---- | ---- | ---- | ---- | ---- | ---- |
| Wouldn't It Be Nice                              | 1410 | 1792 | 1184 | 1437 | 1223 | 1630 | 1693 | 1400 | 1471 | 1299 | 1136 | 1106 | 1581 | 1305 | 1780 | 1914 | 1343 | 1185 | 1640 | 1862 |

1. ↑  Een vetgedrukt getal geeft de hoogste notering aan.
2. ↑  2000 was het eerste jaar met een notering voor dit nummer.
3. ↑  Deze tabel is bijgewerkt tot en met de laatste editie (2024).